# كيباه

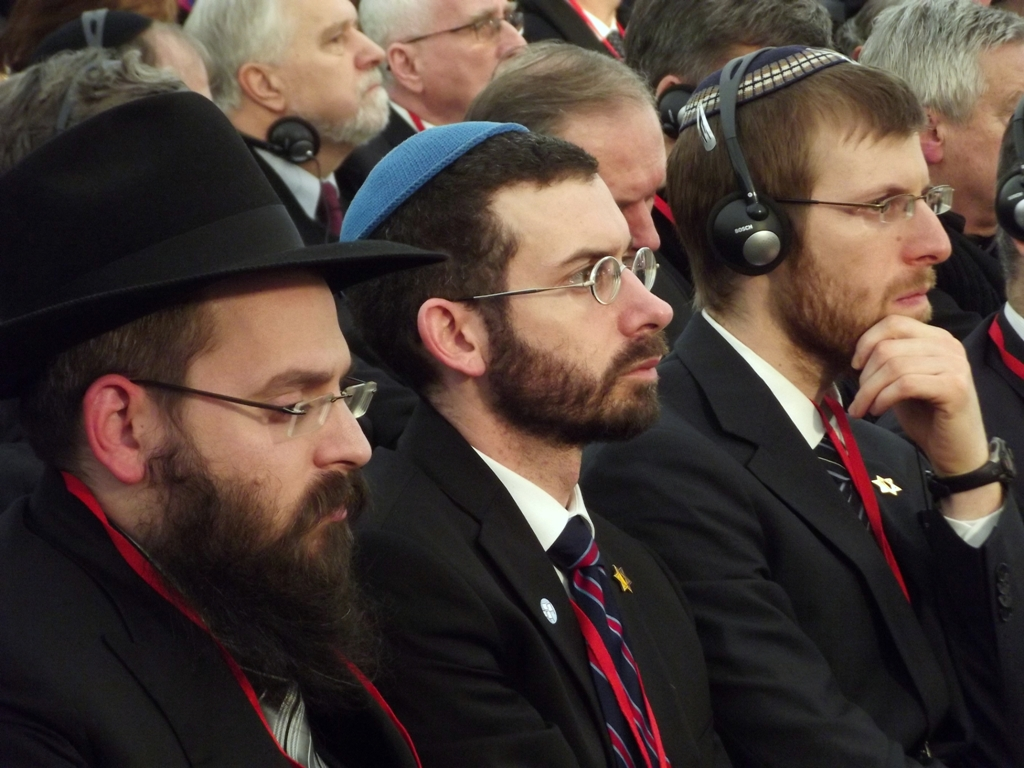
رجال يهود يرتدون الكيباه خلال الذكرة ل69 لأوشفيتز بيركينو

الكيباه أو الكِبة (بالعبرية: כִּפָּה أو כִּיפָּה) وجمعها كيبوت (بالعبرية: כִּפוֹת أو כִּיפּוֹת) وتعرف أيضًا باليارمولكه (باليديشية: יאַרמולקע) هي غطاء رأس صغير ومستدير الشكل، يرتديه الرجال اليهود الأرثوذكسيون طيلة الوقت توقيرًا لله (لا يجوز ذكر اسم الرب على فم من كان رأسه مكشوفًا)، كما تأمر أحكام شريعة الهالاخاه، كما يرتديه الرجال (وقد ترتديه النساء أيضًا) في المجتمعات اليهودية المحافظة والإصلاحية أثناء الصلاة.
لم يرد في التوراة أو في كتب العصور القديمة نص معين يشير بوضوح إلى غطاء الرأس عند اليهود سواء للرجال أو النساء باستثناء ما ورد عن ملابس الكهنة التي شملت القبعة بصورة عابرة أو العمامة للكاهن الأكبر والتي تعتبر واجبة أثناء الصلاة في الكنيس.

## آراء رجال الدين اليهود حول وجوب ارتداء الكيباه
لم يرد في التوراة أو في كتب العصور القديمة نص يشير بوضوح إلى موضوع غطاء الرأس عند اليهود سواء للرجال أو النساء، باستثناء ما ورد عن ملابس الحاخامات التي شملت غطاء الرأس ـ بصورة عابرة ـ أو العمامة للحاخام الأكبر والتي تعتبر واجبة أثناء الصلاة في الكنيس.
وقد اختلف علماء الهالاخاه اليهود حول ما إذا كان ارتداء الكيباه فرضًا في كل الأوقات أم لا، وقد جزم الحاخام الرباني موسى بن ميمون بعدم جواز الصلاة برأس مكشوف، وأوجب على التلميذ الحاخام عدم كشف رأسه مطلقًا، أما ارتداء غطاء الرأس خارج الكنيس فليس إلا مجرد عادة. بينما يقرر الحاخام البولندي دافيد هاليفي سيغال (1586 ـ 1667) إن سبب الحاجة إلى ارتداء الكيباه هو تمييز اليهودي عن غير اليهودي أثناء الصلاة. في حين يقول دافيد يوسف أزولاي (أحد المرجعيات الهالاخية عند اليهود السفارديم) إن ارتداء غطاء رأس ليس إلا «ميدات حسيدوت»، أي وسيلة إضافية لإظهار التقوى. أما الحاخام المعاصر عوفاديا يوسف فيقول بأنه ينبغي ارتداء غطاء الرأس إبداء للانتماء إلى المجتمع المتدين.
يقول التلمود «غطِّ رأسك عسى أن تغشاك الخشية من السماء»، ويروى عن الحاخام هوناه بن يشوع أنه لم يمشِ طيلة عمره وهو لا يرتدي غطاء رأس أكثر من أربعة أذرع (مترين)، معللًا ذلك بأن «الوجود الإلهي دائمًا فوق رأسي». وسيرًا على هذا النهج، يعلل ارتداء الكيباه بأنه «توقير لله». وتحرص العديد من المجتمعات اليهودية على تشجيع صبيتها الذكور على ارتداء الكيباه منذ طفولتهم لغرس هذه العادة فيهم.